# Oxyrhachis imperialis
Oxyrhachis imperialis är en insektsart som beskrevs av Capener 1962. Oxyrhachis imperialis ingår i släktet Oxyrhachis och familjen hornstritar. Inga underarter finns listade i Catalogue of Life.